# حد التعرض الوظيفي
حد التعرض الوظيفي هو الحد الأعلى للتركيز المقبول لمادة خطرة في هواء مكان العمل. وعادة ما يتم تعيينه من قبل السلطات الوطنية المختصة للحفاظ على السلامة والصحة المهنية. تعتبر أداة مهمة في تقييم المخاطر وفي إدارة الأنشطة التي تنطوي على التعامل مع المواد الخطرة. هناك العديد من المواد الخطرة التي لا توجد فيها حدود رسمية للتعرض الوظيفي. في هذه الحالات، يمكن استخدام استراتيجيات ربط النطاقات أو التحكم في النطاق الضيق لضمان التعامل الآمن.

## التاريخ

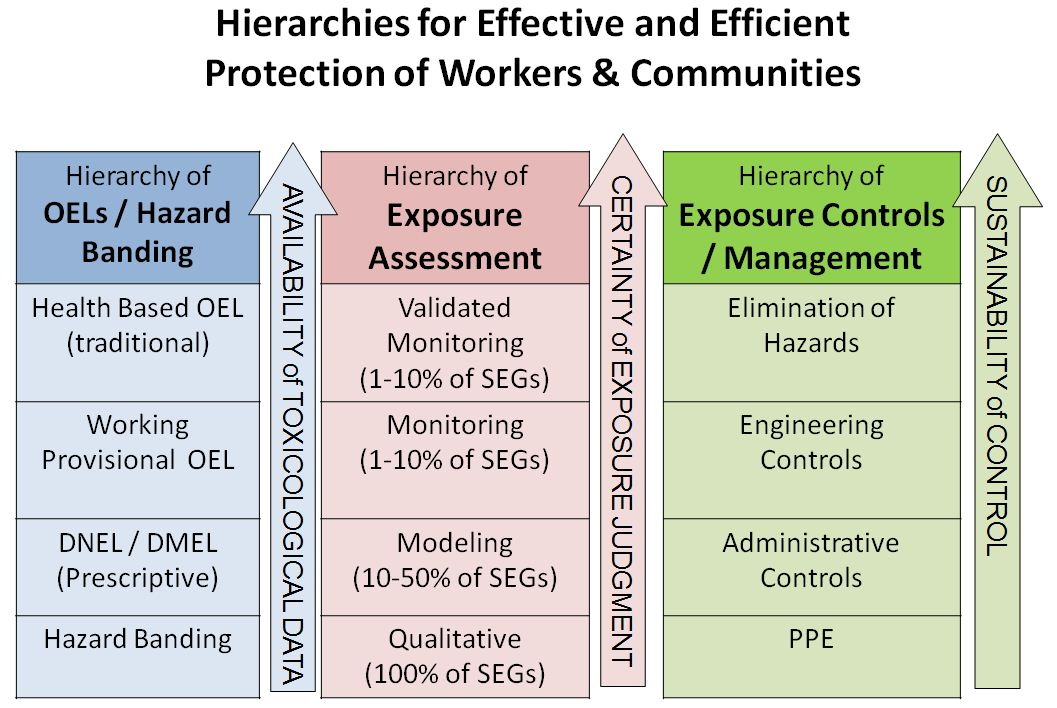
تمثيل بسيط لتقييم مخاطر التعرض والتسلسل الهرمي للإدارة استنادا إلى المعلومات المتاحة

تم تعيين حدود التعرض الوظيفي (OELs) للمواد الكيميائية في الجو في مكان العمل بواسطة منظمات تنظيمية وموثوقة متعددة في جميع أنحاء العالم لأكثر من 60 عامًا حتى الآن. مع تغيّر الساحة التنظيمية، وتحول مراكز نمو التصنيع، والتحرك نحو رؤية أكثر عالمية حول قضايا النظافة المهنية، أصبحت هذه الحدود أكثر أهمية وتأثيراً من ذي قبل.
على الرغم من أن OELs محددة بناء على دراسات صحية مبنية على مراجعة النظراء هي الطريقة الشائعة في تحديد مستويات آمنة من التعرض أو لتطبيق الضوابط المناسبة لتوفير حماية العمال، فقد أدى الافتقار إلى OELs متاحة للعامة إلى مصادر أخرى لمستويات آمنة لحماية العمال. غالبًا ما يكون أخصائيو الصحة الوظيفية أو الصناعية في خط المواجهة لتوقع مخاطر التعرض للكيماويات والاعتراف بها، ويجب عليهم تقييم مخاطر التعرض من خلال استخدام OELs بحيث يمكن تنفيذ استراتيجيات المكافحة المناسبة لإبقاء العمال ضمن الحدود المقبولة للخطر. ومع ذلك، في حالة عدم وجود قيم محددة للحدود المقبولة، هناك مجموعة متنوعة من الأدوات التي يمكن وينبغي استخدامها لتقييم إمكانية تعرض العمال للخطر. يوفر «التسلسل الهرمي لـ OELs» سلسلة متصلة من قيم حد التعرض المهني التي تسمح بتقييم مخاطر التعرض من أجل تطبيق ضوابط كافية.

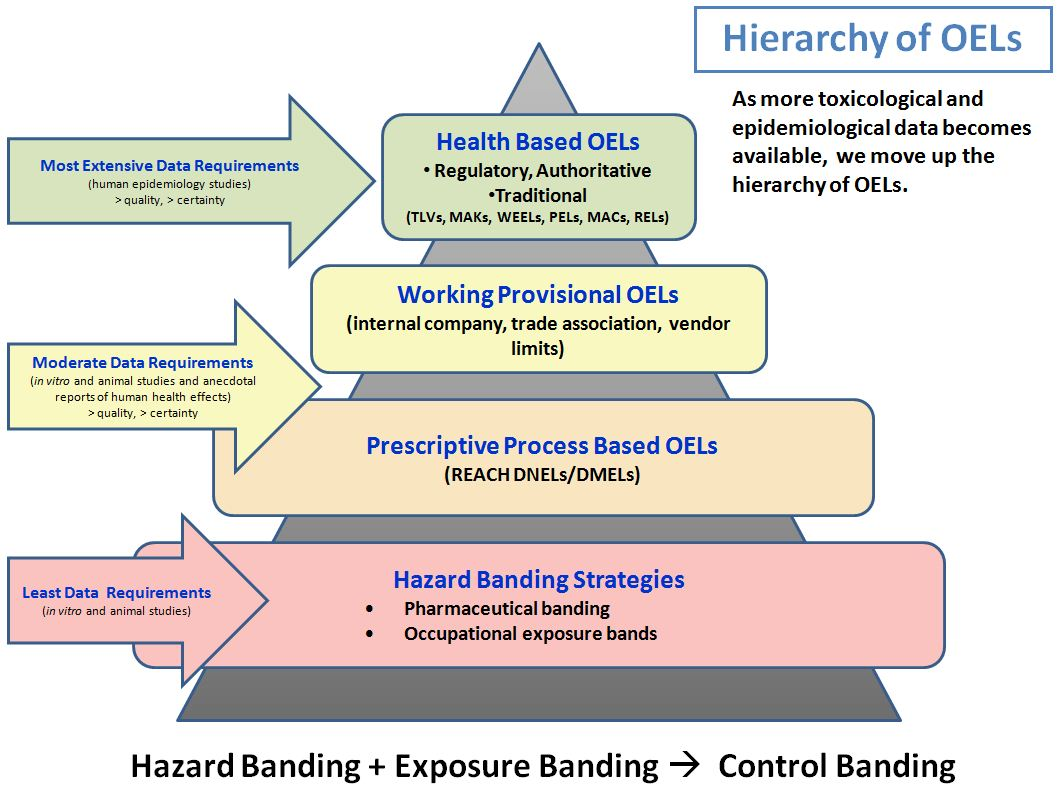
التسلسل الهرمي لحدود التعرض المهني (OELs)

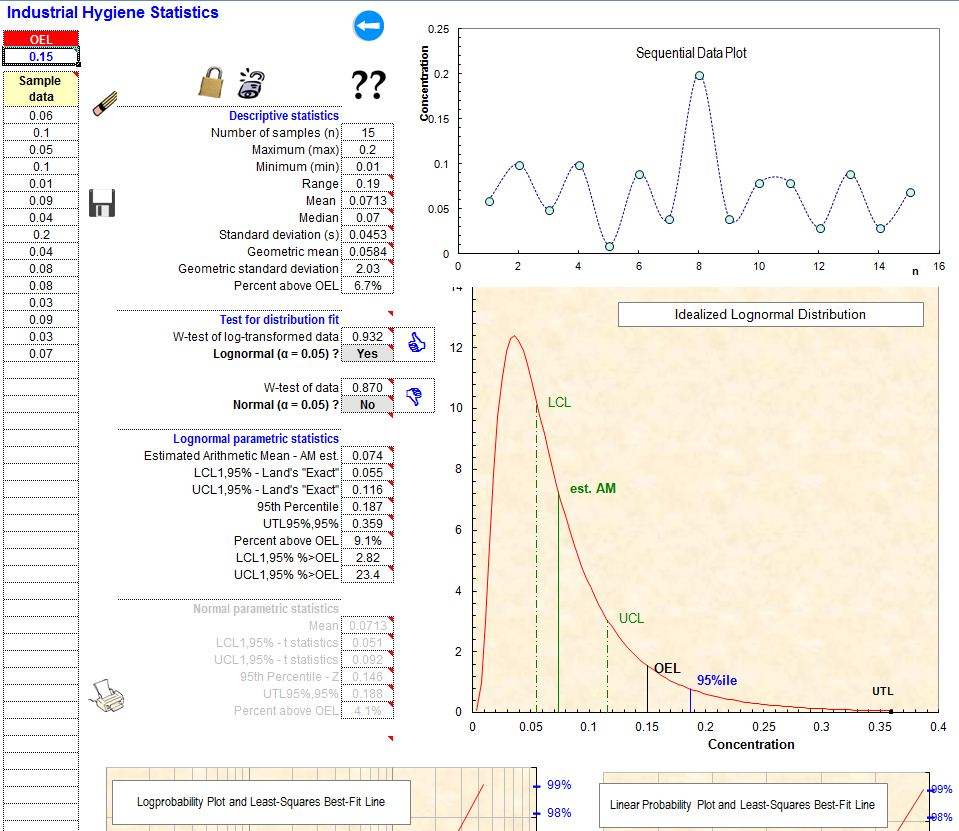
شكل توضيحي للناتج الإحصائي من IHSTAT باستخدام عينات الهواء

يتم إجراء أخذ عينات الهواء بشكل روتيني في بيئات العمل لتحديد ما إذا كانت التعرضات مقبولة أو غير مقبولة. يتم جمع هذه العينات وتحليلها باستخدام طرق مقبولة علمياًِ. فمثلًا يوفر دليل OSHA الفني ودليل NIOSH مجموعة من الطرق التحليلية الممكن استخدامها. كما تتوفر أدوات إحصائية لتقييم بيانات رصد التعرض ومقابلتها بالقيم المقبولة. وعادة ما تكون هذه الأدوات الإحصائية مجانية ولكنها تتطلب بعض الخبرات الإحصائية. تتوفر أداة إحصائية لبيانات التعرض المعروفة باسم "IH STAT" من AIHA (الرابطة الأمريكية للصحة الصناعية). تتوفر الأداة IHSTAT في 14 لغة ومتاحة للتحميل المجاني.

## الأنواع
- حد التعرض المسموح به، الذي وضعته إدارة السلامة والصحة المهنية الأمريكية
- حد التعرض الموصى به، الذي وضعه المعهد الوطني الأمريكي للسلامة والصحة المهنية
- قيمة الحد الإرشادية، التي وضعها الاتحاد الأوروبي
- قيمة الحد الأدنى، التي حددها المؤتمر الأمريكي لعلماء الصحة الصناعية الحكوميين
- نطاق التعرض المهني، عملية يمكن استخدامها عندما لا تتوفر بيانات كافية لتحديد الحدود الدنيا والقصوى للتعرض.

## القيم الحدية الدولية
تحتوي قاعدة البيانات ″ GESTIS - القيم الحدية الدولية للعوامل الكيميائية ″  على مجموعة من القيم الحدية المهنية للمواد الخطرة المجمعة من أكثر من 30 دولة: مختلف الدول الأعضاء في الاتحاد الأوروبي، أستراليا، كندا، إسرائيل، اليابان، نيوزيلندا، سنغافورة، جنوب كوريا وسويسرا والصين وتركيا والولايات المتحدة. تضم قاعدة البيانات قيمًا لما يزيد عن 2000 مادة.
تم تطوير قاعدة البيانات الحالية بالتعاون مع خبراء من مختلف مؤسسات الصحة والسلامة المهنية الدولية. يهدف إلى إعطاء نظرة عامة على القيم الحدية في مختلف البلدان. نظرًا لأن القيم الحدية تختلف في معالجتها، ومستوى الحماية، وأهميتها القانونية، ينبغي اعتبار القوائم الأصلية لقيم الحد والتفسيرات هناك مصادر أساسية. كما أن التسمية الكيميائية متباعدة، يمكن العثور على المرادفات على سبيل المثال في قاعدة بيانات GESTIS Substance .
تتوفر قاعدة البيانات أيضًا كتطبيق على الهواتف الذكية التي تعمل بنظامي التشغيل Android أو iOS.

### وأيضًا
- Dikshith, T. S. S.؛ Diwan, P. V. (2003). Industrial Guide to Chemical and Drug Safety. Wiley-IEEE. ص. pp189–191. ISBN:0-471-23698-5. مؤرشف من الأصل في 2020-08-07. {{استشهاد بكتاب}}: الوسيط غير المعروف |last-author-amp= تم تجاهله يقترح استخدام |name-list-style= (مساعدة) Dikshith, T. S. S.؛ Diwan, P. V. (2003). Industrial Guide to Chemical and Drug Safety. Wiley-IEEE. ص. pp189–191. ISBN:0-471-23698-5. مؤرشف من الأصل في 2020-08-07. {{استشهاد بكتاب}}: الوسيط غير المعروف |last-author-amp= تم تجاهله يقترح استخدام |name-list-style= (مساعدة) Dikshith, T. S. S.؛ Diwan, P. V. (2003). Industrial Guide to Chemical and Drug Safety. Wiley-IEEE. ص. pp189–191. ISBN:0-471-23698-5. مؤرشف من الأصل في 2020-08-07. {{استشهاد بكتاب}}: الوسيط غير المعروف |last-author-amp= تم تجاهله يقترح استخدام |name-list-style= (مساعدة) Dikshith, T. S. S.؛ Diwan, P. V. (2003). Industrial Guide to Chemical and Drug Safety. Wiley-IEEE. ص. pp189–191. ISBN:0-471-23698-5. مؤرشف من الأصل في 2020-08-07. {{استشهاد بكتاب}}: الوسيط غير المعروف |last-author-amp= تم تجاهله يقترح استخدام |name-list-style= (مساعدة) (كتب Google)
- Topping, M. (2001). "Occupational Exposure Limits for Chemicals". Occupational and Environmental Medicine. ج. 58 ع. 2: 138–144. DOI:10.1136/oem.58.2.138. PMC:1740099. PMID:11160994.